# علی العبدلی
علی العبدلی (انگلیسی: Ali Al-Abdali؛ زادهٔ ۵ فوریهٔ ۱۹۷۹) یک بازیکن فوتبال اهل عربستان سعودی است.
از باشگاه‌هایی که در آن بازی کرده‌است می‌توان به باشگاه فوتبال الاهلی عربستان سعودی اشاره کرد.